# バタリーケージ

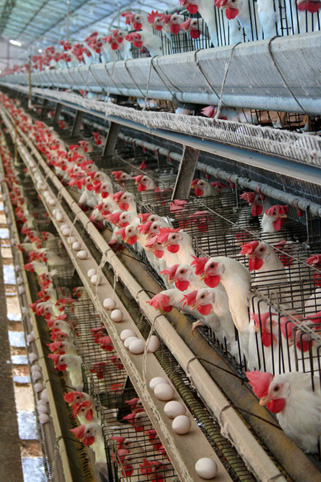
バタリーケージ養鶏場

バタリーケージ（英語: Battery cage）とは、鶏やウズラ、ウサギなどの近代工場畜産業で使用される、動物の飼育装置のことである。ここでは採卵養鶏業で使用されるバタリーケージを中心に述べる。

## 概要
現代の工場型畜産を代表する家畜飼育システムのひとつである。一羽当たりの飼育面積は極めて効率的に設定され、日本の一般的な飼育密度は1羽あたり370平方センチメートル以上430平方センチメートル未満程度である。四方と床と天井は金網で囲まれ、前面に飼槽と自動給水器のニップルが設置されている。卵が転がりやすいよう床に傾斜が設けられている。採卵効率の向上に利点があるが、鶏は羽を広げるための空間と面積が満たず、つつくことのできる敷料や、巣・砂場・止まり木などの習性上必要な素材が設置されず、自然な行動の発現ができず、行動が極端に制限される。
バタリーケージは世界で広範囲に使用されている採卵鶏の飼養方法だが、動物の権利や動物福祉の観点から問題視されるようになり、ヨーロッパやアメリカを中心に平飼いや放牧システムへの移行が進む。同じケージ飼育でも止まり木などを設置した改良型ケージ（エンリッチドケージ）もあるが、エンリッチドケージでは鶏の正常行動を発現させるに十分ではなく、エンリッチドケージを含めた「ケージ飼育」そのものが問題視されており、ケージフリー（ケージ不使用）への移行の動きが広まっている。
ケージフリーはケージ飼育と比較して鶏1羽当たりの労働コストが36％増加する可能性があり、一般にケージよりもケージフリー飼育のほうが生産コストが高いと言われる。しかしながらケージフリーが先行する欧米では、ケージフリー切り替え当初はコストが嵩んだものの、飼養管理技術の向上でケージに近い水準まで生産コストが改善している。アメリカではケージ飼い卵に比べて平飼い卵の生産コストは2025年時点で1ダースあたりわずか19セントだけ高いものとなっている。また、卵の価格と消費には必ずしも相関関係はなく、EUでは従来型ケージが禁止になり卵の価格が上がっても、西欧の一部の国では卵の消費は増え続けている。
ケージフリーへの移行は動物福祉が向上するだけでなく、養鶏業者の満足度も大幅に向上するとされる。日本の採卵養鶏業者の60％がアニマルウェルフェア（動物福祉）飼養を検討すると回答している。
国際鶏卵委員会（IEC）は、今後顧客の圧力や行政の規制などを動因としたケージフリーシステムの移行が国際的に拡大すると予測する。ケージフリー・クレジット制度を利用した、ケージフリーへの移行も進む。
ケージフリーの市民運動は拡大し、国によってはケージ飼育の法規制が設けられている(後述)。世界の卵生産量の64%を占め、ケージ飼育が主流のアジア地域においては、世界最大のアジアのレストランチェーンであるジョリビーや、小売業界トップのカルフール台湾、台湾最大のホテルグループがケージフリーに切り替えることを決定するなど、ケージフリーへ移行する企業が増加。調査によると、東南アジアの消費者の大多数が、ケージフリー鶏卵のみを使用することを食品会社に望んでいるという。鶏舎システムのメーカーにおけるケージシステムの取り扱い廃止も進む。

## 歴史
バタリーケージに関する初期の記述は、1931年のMilton Arndtの著書「Battery Brooding」に見られる。この中で鶏のケージ飼育は生産性が高いと記述されている。日本は、1953年ごろのバタリー飼育普及当初は木材や竹製で、1955年ごろから針金製ケージが米国から導入され、1966年頃は1000羽以上を飼育する養鶏の9割がバタリーケージ飼育方式を採用した。

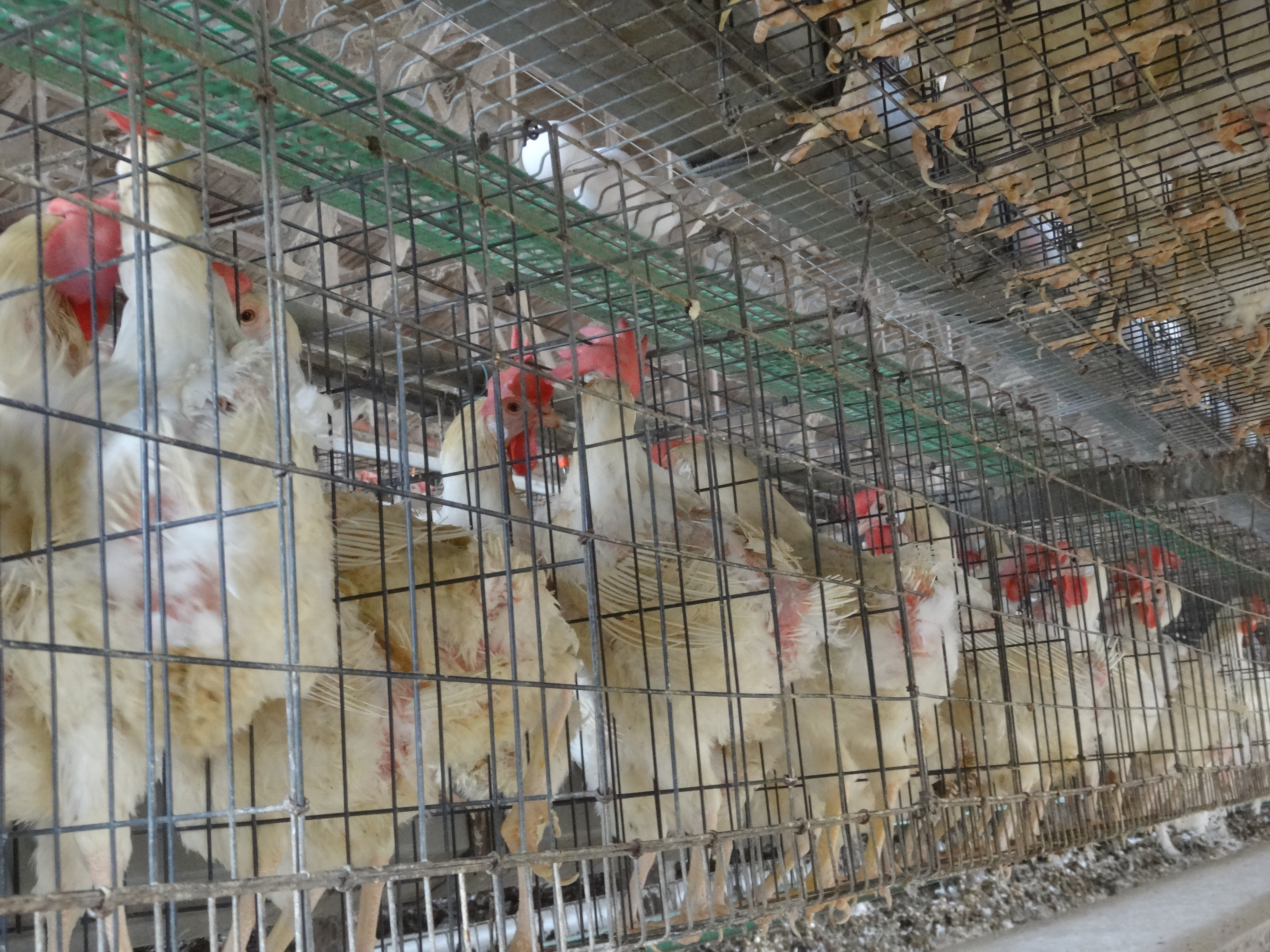
バタリーケージ養鶏場、日本

## 動物愛護上の問題点

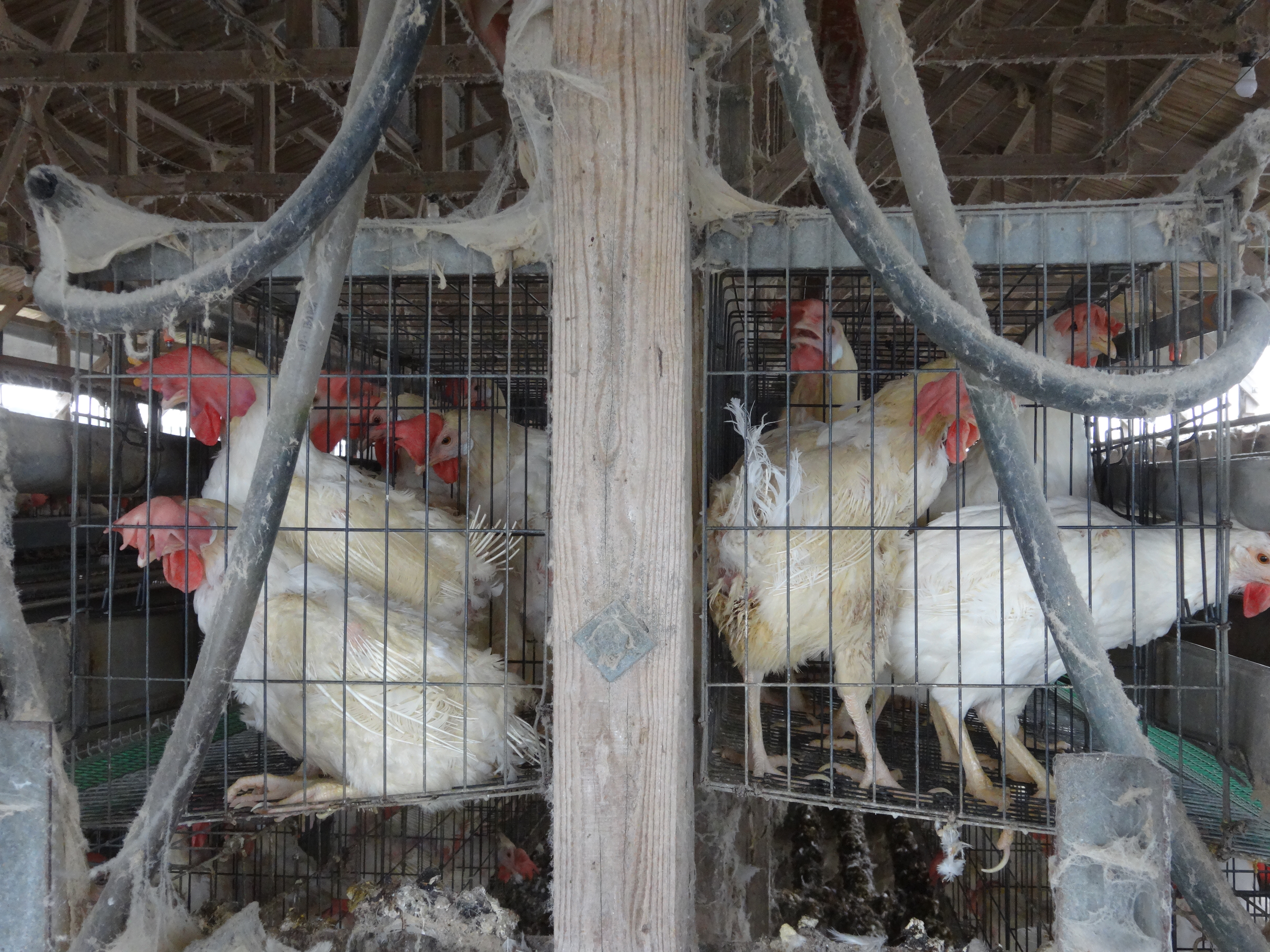
卵が転がりやすいよう床が斜めに傾いている、日本

羽繕いには800から1977㎠のスペースを使う必要がある。しかし1羽当たりのケージ空間は狭隘で（日本の平均は400㎠前後）、羽繕いは困難となる。ケージとの摩擦は羽毛の状態を悪化させる。鶏の個体距離（他個体の侵入を嫌う距離）は7-8センチと言われるが、個体距離の確保はできない。ケージ飼育では複雑な運動ができないことから、ケージフリー（平飼いなど）よりも骨強度は減少し、骨折リスクが高まる。   
ケージを使用しない鶏舎は、ケージ鶏舎に比べて、鶏の「身体に障害を及ぼすほどの痛み」を感じている時間が 64% 少なく、「苦しみを伴う痛み」を感じている時間が 57% 少ない。   
鶏は、巣の中で産卵し、地面をクチバシでつつき、爪で土を掻きエサを探す、止まり木に止まる、砂浴びをする、などの本能的行動欲求を有する。しかしこれらの行動を行う資材（巣・止まり木・敷材・砂場）が設置されていないため欲求を満たせず、ストレスを受ける。   
巣
巣の場所の選択、巣の形成といった巣作り行動は、産卵に動機づけられた行動欲求であり、鶏はケージ内で巣箱が無いことに対する適応が困難である。暗く囲われた巣がない状況では、産卵前になると、往復歩行する。それらができないことに対する不快な発声 (Gakel-call) や心拍数などから、欲求不満が覚知できる。またストレスホルモンであるコルチコステロンも上昇する。

止まり木（高所）
鶏の行動テストでは、止まり木（高所）への欲求が強い。鶏はもともと被食種であり、陸上の捕食者から逃れるために夜になると木の枝に飛び上がって夜を過ごすように進化し、適応した。
鶏は日中に高い場所を求めることがあるが、休息や睡眠のために場所を選ぶ夜間は特に高い場所を求めるよう強く動機付けられている。夜中にはほぼ全ての鶏が止まり木で睡眠する。バタリーケージにおいて鶏が睡眠や休息をとっているように見えても、止まり木ででそれらを行えないことから、実際の睡眠や休息の時間は少ない。

採餌・探査行動
採餌・探査行動は、ニワトリの通常行動レパートリーの重要な部分である。敷料（床に敷かれた藁や土などの敷材）は鳥の環境の重要な要素であり、鶏が引っ掻いたりつついたりするために広く使用される。バタリーケージに入れられた雌鶏は敷料の対する欲求は高い。鶏は不断給餌されている場合であっても、採餌行動を行う。これはコントラフリーローディングと呼ばれる現象で、動物が、与えられた餌か、入手するのに探すという努力を必要とする餌かの両方の選択を提供されたとき、努力を必要とする餌を選択するという、動物生来の行動的動機を示している。

砂浴び
砂浴びへの欲求も高い。砂浴びは鶏の体のメンテナンスに役立つ意欲的な行動である。砂浴びの際、鶏は、砂のような緩い敷材を羽毛に通して働かせる。この行動は古くなった脂質を取り除き、羽毛の状態を維持するのに役立つ。また良好な羽毛状態は体温調節と皮膚の傷害からの保護に役立つ。砂浴びのできる環境であれば、鶏は一日最大23％を砂浴び行動に費やす。砂浴び場のないバタリーケージの中でも鶏は砂浴び様行動（砂浴びの真似事）をとるが、砂浴びの機能は充足されず、砂浴びを完了できない。また、砂浴び場は、砂浴びのためだけでなく探査行動の発現においても重要である。
また鶏は恐怖に対して逃避反応する。特にバタリーケージの鶏は刺激になれていないためおびえやすい。ケージは逃避ができない状況であるため福祉上の問題を抱えやすい。   
以上のように、行動学見地の傍証は、バタリーケージにおける動物福祉の問題を提示している。   
また、バタリーケージは疾病や怪我を誘因する。採卵鶏は、採卵効率に特化した品種改変で、健康的生育に必要なカルシウムも卵殻形成に排出され、ケージ飼養の鶏の骨粗しょう症率は高い。ケージの各面は糞尿の清掃効率向上のために金網で、脚は角質化、裂傷、病変、爪は過度な伸長、捻れ、破損、足裏は金網による接地圧力の遍在で損傷などが頻発し、羽毛も摩耗する。
2008年1月8日に欧州委員会は、採卵鶏のバタリーケージによる飼養の禁止は鶏の健康や動物福祉を改善する、とする報告書を公表、2012年1月1日以降のバタリーケージ禁止は予定どおり実施すべきと結論づけた。欧州食品安全機関（EFSA）、EUが資金提供している研究プロジェクト「LayWel」でも、バタリーケージは深刻な動物福祉上の問題を引き起こし、巣や止まり木などを設置した改良型ケージ（エンリッチドケージ）やケージフリーに変更することで明らかなメリットがあることが確認された。バタリーケージはケージフリーに比べて衛生状態が良いという利点があるが、LayWelプロジェクトは、次のようにバタリーケージを結論付けている。
バタリーケージでは、特に巣作り、止まり木、採餌、日光浴といった行動の優先順位、好み、ニーズを満たすことができない。また、厳しい空間的制限は廃用性骨粗鬆症の原因にもなる。これらの欠点は、寄生虫の減少、衛生状態の良さ、管理の簡便さといった利点を上回ると考えている。このような利点は、正常な行動をより豊かに表現できる他のシステム（ケージフリーやエンリッチドケージ）でも実現可能である。
バタリーケージを除き、すべてのシステム（ケージフリーやエンリッチドケージ）が産卵鶏に満足のいく福祉を提供できる可能性がある。
こういったことから、アジアを含め、世界各国で鶏のケージ飼育廃止の市民運動が行われている。2021年にオーストラリア、バングラデシュ、ブラジル、チリ、中国、インド、マレーシア、ナイジェリア、パキスタン、フィリピン、スーダン、タイ、英国、米国の14か国市民を対象に実施された調査では、「鶏は探索行動や運動ができるスペースが必要である」という質問について、13か国で70％以上の市民が同意した（インドは62.4％）。

## バタリーケージ廃止した場合の死亡率
ケージ飼育からケージフリー飼育へ移行すると、ツツキが増えて死亡率が高くなると言われることがあるが、ケージフリーが先行する国々では、飼養管理技術の改善により、バタリーケージよりもケージフリーの死亡率のほうが低くなっている。バタリーケージ、エンリッチドケージ、ケージフリーを16か国6040群でメタ分析した結果、60週令までの死亡率の年次変化はバタリーケージでは4-6％で変化がないがケージフリーでは低下し、3-4％まで落ちていることが分かった。ケージフリーではエンリッチメント導入で羽装は大幅に改善する。

## サルモネラ汚染率

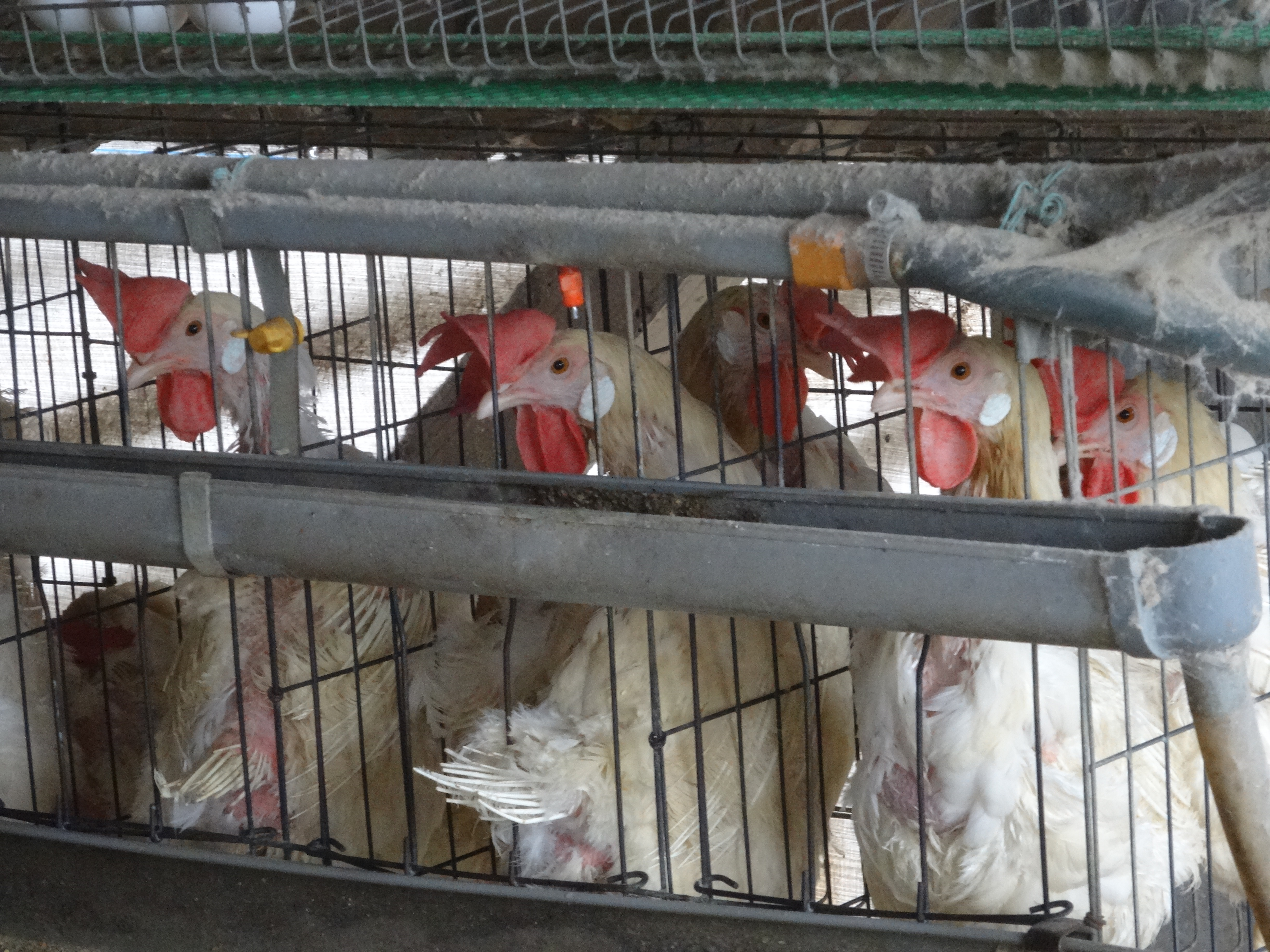
敷料、巣、砂場、止まり木などは設置されていない、日本

卵のサルモネラの要因には、サルモネラに感染した鶏がサルモネラを含んだフンをし、そのフンが鶏卵の表面（卵殻）に付着し残ったままになったり、感染した鶏の体内で卵殻が形成される前に卵巣や卵管を経由してサルモネラが卵の中に侵入してしまうということがある（卵の中に侵入するのはごく一部の血清型：サルモネラ・エンテリティディスなど）。鶏がサルモネラに感染した場合、ヒナでは下痢などの症状が見られることがあるが、成鶏では多くの場合症状はみられない。しかし鶏卵や鶏肉を通じて人が感染した場合は、食中毒を引き起こす原因となる。
日本国内患者から検出されたサルモネラの血清型が一番多かったのはサルモネラ・エンテリティディスと呼ばれるサルモネラ菌だが、このサルモネラ・エンテリティディスについて、2004-2005年に EFSA（欧州食品安全機関）はEU内で鶏の飼養形態ごとの調査を行っており、ケージ（cage）、平飼い（barn）、放牧（free range standard）、オーガニック（organic）比較で、ケージ飼育が最もサルモネラ・エンテリティディス率が高いという結果であった。日本国内患者から検出されたサルモネラの血清型が上位に入っていたサルモネラ・ティフィムリウムについても同様の調査が行われているが、こちらの結果もケージ飼育において最もサルモネラ・ティフィムリウム率が高くなっている。

ベルギーやフランスなどで行われた農場調査においても、ケージ飼育はケージフリーシステムと比べサルモネラ感染率が高いという結果であった。2006年から2010年の間に行われた15の科学的研究のいずれもが、ケージ飼育においてサルモネラ菌の割合が高いと示している。

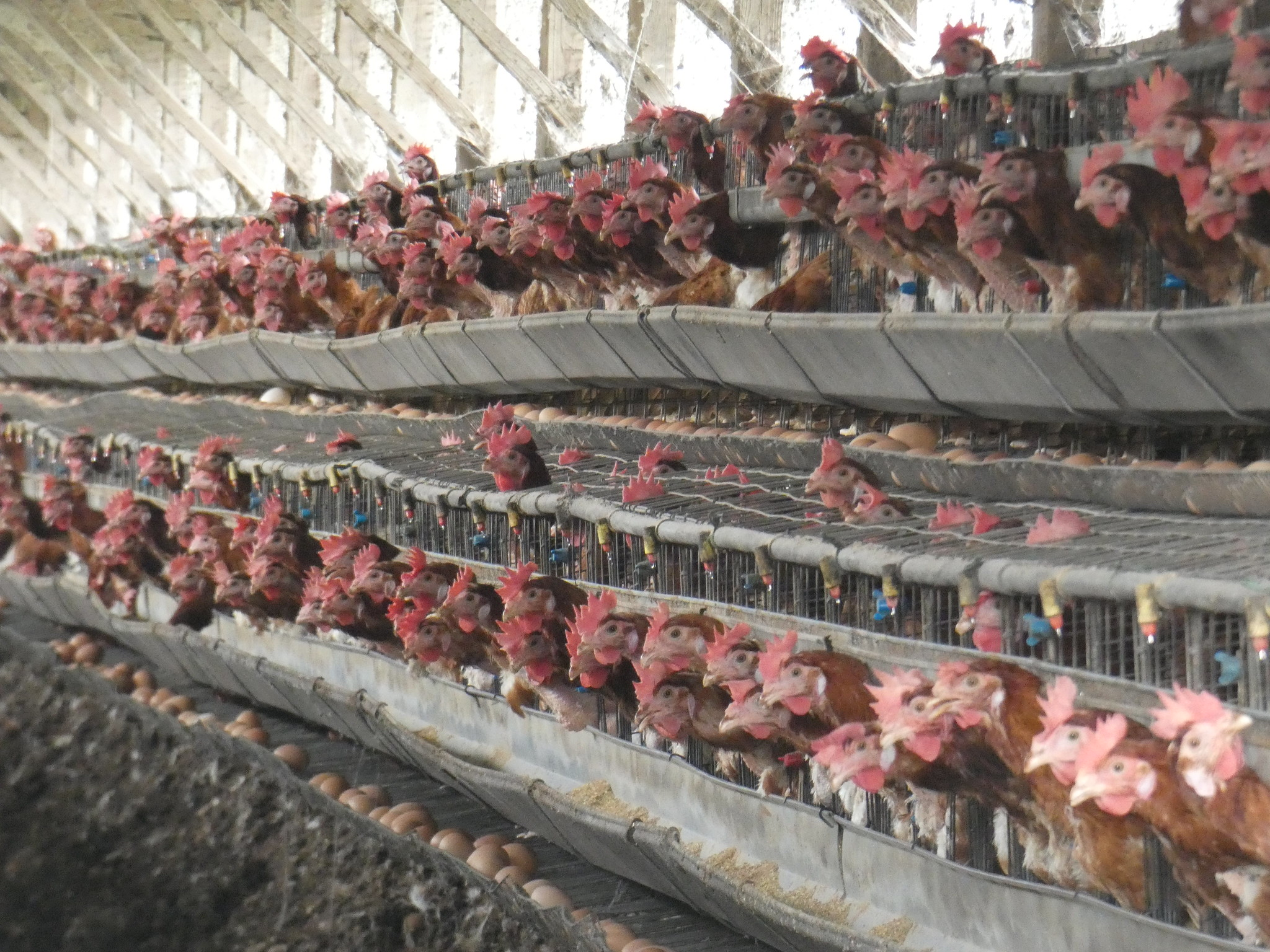
行動が過度に制限される、日本

また採卵効率をあげるために実施される給餌制限（強制換羽）とサルモネラの関係の調査では、強制換羽を行った場合、「鶏がサルモネラに感染しやすくなる」「サルモネラに感染している鶏はふんの中に大量のサルモネラを排泄する」「サルモネラ・エンテリティディスに感染している鶏の卵の内部にサルモネラ・エンテリティディスが侵入する割合が高くなる」との報告がある。報告は、鶏の免疫機能の低下や消化管細菌叢に大きな変化を引き起こし、給餌を制限されてストレス状態にある鶏は、サルモネラ感染のリスクが高くなるとしている。
基本的に強制換羽を実施するのはケージ飼育であり、平飼いや放牧飼育では強制換羽は行われないので、ケージ飼育のほうがサルモネラのリスクがさらに高くなるとも言える。

## 卵質の違い
卵中のタンパク質、アミノ酸含量はバタリーケージと比較して平飼いで高く、コレステロール値はバタリーケージで高い。卵黄色はバタリーケージと比較して放牧や平飼いで色が濃くなる。また平飼いでは卵黄重量が重くなる。

## パンデミックリスク
採卵鶏のバタリーケージ飼育のような工場畜産には人獣共通感染症リスクが伴うことが、懸念されている。
2020年7月6日に「次のパンデミックの防止-人獣共通感染症と伝染の連鎖を断ち切る方法（Preventing the next pandemic – Zoonotic diseases and how to break the chain of transmission）」が国連環境計画（UNEP）らにより発表された。このレポートには人獣共通感染症の要因の一つは集約畜産にあると言及しており、次のように記載されている。
動物性食品の需要の増加は、集約畜産と工業化を促し、特に畜産の集約化により遺伝的に類似するたくさんの動物を作りだしたが、これらは多くの場合、高い生産性を求めて飼育され、その結果、多くの場合過密飼育になり、理想的な状態ではなくなる。そのような遺伝的に均質な宿主集団は、遺伝的に多様な集団よりも感染に対して脆弱である。貧しい国では、畜産は都市の近くで行われることが多く、バイオセキュリティや家畜排泄物の管理も不十分で、抗菌薬がこれらをカバーするために使用されるという追加のリスク要因もある。1940年以来の、ダム、灌漑プロジェクト、工場型畜産などの農業集約策は、ヒトに発生した感染症の25％以上、人獣共通感染症の50％以上に関連する。
同年オックスフォード大学（The Oxford Uehiro Centre for Practical Ethics）は、「次のパンデミックが工場畜産農場で始まるリスクは高い。 動物間、および動物と人間の間の社会的距離は、この産業には存在しない。」とする記事 を公開している。

## 国際獣疫事務局(WOAH)基準
国際獣疫事務局（WOAH、旧OIE）は、ブロイラー（肉用鶏）、肉牛、乳牛、豚の14の動物福祉（アニマルウェルフェア）の基準を策定しており、採卵鶏のアニマルウェルフェア基準も準備中である。この策定の過程で、バタリーケージが大きな議論の対象となっている。
日本国内では鶏卵大手のアキタフーズ元代表が、元農林水産大臣吉川貴盛に賄賂を渡し、止まり木や巣箱の設置を義務付けるOIE基準案への反対要望を働きかけた鶏卵汚職事件に絡んで、広くメディアなどで取り上げられることとなった（アキタフーズ元代表は2021年10月に、吉川元農相は2022年5月にともに有罪判決となった）。本件は「日本の鶏卵業界は、国際的なアニマルウェルフェアの流れに抗い現状の飼育方法を継続するため、政治家に賄賂を渡した」という構図とも言われる。

### 採卵鶏のアニマルウェルフェアに関する基準の進行状況
日本も加盟するOIE（国際獣疫事務局）は、2016年から採卵鶏のアニマルウェルフェア（動物福祉）基準「アニマルウェルフェアと採卵鶏生産システム」の策定を進めている。
OIEの動物福祉基準は、OIEが作った原案をOIE加盟国に原案が配布し、加盟国の意見を踏まえて内容を修正後、さらに加盟国に意見を照会するという過程を複数回くり返して決定される。日本国内では農水省が設置した有識者によるOIE連絡協議会においてOIE案が検討される。
原案
2016年11月にOIEのアドホックグループ（少人数の専門家グループ）が素案を作成し、その素案がアドホルックグループの上位組織である専門委員会で検討・修正された。
一次案
2017年9月にOIEから一次案が出された。一次案では、「敷料」については『提供されることが望ましい。敷料を提供する場合は、』と敷料を推奨する文言であったが、「砂浴び」「ついばみの区域」「営巣の区域」「止まり木」を義務付けたり推奨する文言はなく、これらを『設置する場合は』との表現にとどまっていた。
二次案
2018年9月にOIEから二次案が出された。二次案では、「敷料」については『提供されることが望ましい。敷料を提供する場合は、』が削除され、『敷料は、乾いていて砕けるように管理され、（中略）、交換され、又は適切に処理され又は交換されるものとする。』と、敷料が設置される前提の文章に変更された。また「砂浴び」と「ついばみの区域」については『設置する場合は』の文言が削除され、設置が望ましいという推奨の文章に変更になった。さらに、「営巣の区域」と「止まり木」は『備えられるものとし』と変更され〝義務化〟を示す内容となった。
二次案に対して各国から様々な意見が提出されたが、日本では、鶏卵業界が激しく反発した。鶏卵生産者からの「採卵鶏の95％を従来型ケージで飼養している日本の養鶏場すべてに巣箱や止まり木を設置することは不可能で、仮にこのような基準が採択されると、生産者にとっては大きな打撃となる」という意見があがった。
この二次案に対して、2018年11月12日にアキタフーズ元代表は吉川元農相に二次案反対の要請書を手渡している。この要請後の29日、アキタフーズ元代表が特別顧問であった日本養鶏協会と農水省の意見交換会が開催された。そして12月17日には、吉川元農相がアキタフーズ元代表に、国会議員が業者の要望を受けたうえで農水省に働きかける形をとるよう提案し、2018年12月19日にはアキタフーズ元代表の息子がOIE連絡協議会のメンバーとなることが決定、翌20日に、川井克之元法相ら国会議員、日本養鶏協会幹部、農水省幹部の三者で会合が開かれた。そして2019年1月に、巣や止まり木の設置を求め、従来型のバタリーケージを否定する二次案に反対する意見が、日本からOIEに提出された。

三次案
2019年9月にOIEから三次案が出された。「敷料」については一次案にあった『敷料を提供する場合は、』という文言が再度加わったが、同じく一次案にあった『提供されることが望ましい。』の部分は加わらなかったため、義務でも推奨事項でもなくなった。「砂浴び」「ついばみの区域」「営巣の区域」「止まり木」についていずれも設置が『望ましい』『提供される場合は』との文言となったため、義務化ではなく推奨する文言となった。この三次案を受けて日本からは「砂浴び」「ついばみの区域」「営巣の区域」「止まり木」についていずれも設置が『望ましい』との文言を削除することをOIEへ求めた。
四次案
2020年2月にOIEから四次案が出された。四次案では、大きな修正はなく、2020年5月のOIE総会で採決が行われる予定であったが、新型コロナウイルス感染症（COVID-19）の影響で延期となった。
五次案
2020年9月にOIEから五次案が出された。五次案は、四次案と大きな修正がなかった。2021年5月の総会で採択が予定されていたが、加盟国間の意見の隔たりが大きく、賛成が2/3以上に届かず採決に至らなかった。案に反対したのはレベルが低すぎるとした欧州及び、高すぎるとした南米が含まれる。
不採択となった本基準については、加盟国の同意が可能な兆しがみられれば再開される予定であるが、2024年5月に開かれたWOHA総会においては再開について言及されていない。

## 採卵鶏のバタリーケージ規制
ここでは採卵鶏を金網の中に閉じ込めるケージ飼育という形態そのものは禁止しないが、バタリーケージは禁止する国々を記載する。バタリーケージを禁止する場合、ケージ飼育であっても止まり木や砂場や巣の設置が必要、などの条件が付せられる（このような条件の付せられたケージを改良型ケージ（エンリッチドケージ）と呼ぶ）。国内でのケージ飼育のうち0.5％がエンリッチドケージとされる。
なお、エンリッチドケージであってもバタリーケージと比較して鶏の不快・苦痛度において大差はないされる。そのためエンリッチドケージへの消費者の拒否感は高く、次項で述べるように、ケージ飼育そのものの廃止も進んでいる。
欧州連合
バタリーケージの問題については30年余り議論された。その間、バタリーケージでは、鶏の恐怖心、異常行動である常同行動、骨の弱さの増加、鶏の行動が制限されることが報告された。この議論を通して、1988年、EU における採卵鶏の飼育は、一羽当たりの最低面積が450平方センチメートル以上と義務付けられた。しかし鶏の正常行動が阻害されている問題は残ったままであった。そのため、議論は継続し、1996 年に、EU 委員会の諮問機関である獣医学部会が採卵鶏の福祉に関する報告書を公表、その結果、1999 年に、採卵鶏の飼育の最低基準を定める指令が発効、バタリーケージの使用禁止が決定、ケージ飼育を行う場合は改良型ケージが義務付けられ、2012年から施行された。2019年のEU-メルコスール協定において、EUはEUの産卵鶏指令と同等の動物福祉基準の遵守を、殻付き卵の無関税輸入の条件に初めて定めた（ただし、EUはメルコスール諸国から殻付き卵をほとんど輸入していない）。
アメリカ
オハイオ州はバタリーケージ施設建設許可の停止措置が施行（ただしバタリーケージを期限を設けて禁止するものではない）。調査ではアメリカ人の81.2％がバタリーケージを連邦法で禁止してよいと回答している。また、米国で⽣産される卵の 90% 以上が 全米鶏卵生産者協同組合（UEP） 認定プログラムに基づいて⽣産されているが、UEPはケージシステムのガイドラインとして、一羽当たり飼育密度を⽩⾊産卵鶏の場合は67平⽅インチ（432平方センチメートル）以上、褐⾊産卵鶏の場合は76平⽅インチ（490平方センチメートル）以上でなければならないと定めている。
オーストラリア
オーストラリア首都特別地域とタスマニア州でバタリーケージの使用が禁止されている。その後2022年、オーストラリア連邦政府はケージ飼育の場合、鶏1羽当たりの最低飼養面積について、1羽を一つのケージで飼養する場合は1000平方センチメートル以上、2羽以上をケージで飼養する場合は1羽当たり750平方センチメートル以上、また巣と止まり木の設置を必要とするアニマルウェルフェア・ガイドライン（AAWSG: Australian Animal Welfare Standards and Guidelines）を策定。これは従来規格のバタリーケージでは達成困難な要件であり、事実上のバタリーケージ廃止とされる。これによりオーストラリアのすべての州および準州で、バタリーケージを2036年までに廃止の予定となっている。
ニュージーランド
採卵鶏の動物福祉基準 の中で2022年までにバタリーケージを廃止することを明記。2023年以降はバタリーケージが禁止となった。2012年に同国のバタリーケージ飼養割合は86％、2022年12月31日時点で飼養別割合はバタリーケージ10％、エンリッチメントケージ33％、平飼い24％、放し飼い33％となった。バタリーケージ禁止により飼養羽数が減少、鶏卵不足と価格高騰により、自分で鶏を飼い始める一般消費者が急増し、採卵目的で鶏を飼わないよう呼び掛けるなどの混乱がみられた。
カナダ
2016年に1000以上の卵農家が加入するEFG (Egg Farmers of Canada) は、バタリーケージからエンリッチドケージや放牧へ移行すると発表した。2017年に鶏の行動規範 (CODE OF PRACTICE) のなかで、採卵鶏の飼養要件として2036年までにバタリーケージを完全に廃止すること、卵産業が15年以内にバタリーケージの大半を廃止することをそれぞれ明記した。CODE OF PRACTICEは、2017年でカナダはバタリーケージを新設しないことを意味する。
インド
1960年にインド議会は「動物にほどよい運動機会を与えないケージ拘束」を禁止した。そして2012年、政府は卵業界に対し、バタリーケージはこの基準を満たさないため、2017年までに漸次撤廃しなければならないとした（しかしながらこれらの法律がインドでは実質的な強制力を伴っていないため、現在も撤廃されていない）。
ブータン
2012年にバタリーケージを禁止

## 採卵鶏のケージ規制・動向
ここでは、バタリーケージ・エンリッチドケージ（改良型ケージ）を含め、採卵鶏のケージ飼育そのものを廃止する動きを記載する。世界中の採卵鶏の 15.8% がケージフリーで飼育されている。なお、採卵鶏の親鳥となる原種鶏（育種の元となる鶏）の80％もケージ飼育されているが、欧米を中心に進むケージフリーの動きに合わせてケージフリーに対応した原種鶏の育種が進められている。
欧州連合
2012年以降、新たな法規制がないにもかかわらず、平飼いや放牧への移行が進んでいる。2012年時点で42.2％であったケージフリー飼育は、2016年には44.1％、2018年には49.6％、2020年は52％、2021年は55％、2022年は60.4％、2025年は62％と推移している。
2018年9月5日　欧州委員会は、欧州連合市民イニシアチブ（ECI）「ケージ・エイジの終わり」を、登録すると発表した。 2021年6月、家禽を含む家畜のケージ飼育の廃止を求める欧州市民イニシアチブが圧倒的多数で可決、欧州委員会は家畜のケージ飼育を廃止するための立法案を提示することを決定した。欧州委員会は2023年末までにEUのケージ飼育禁止に関する立法案を導入することを約束。しかしながら2024年に入っても立法案は提示されず本件は棚上げになっていたため、欧州委員会は訴訟を起こされている。その後2025年6月家畜のケージ飼育の段階的廃止を含めた法令の見直し作業が開始した。
2023年2月、欧州食品安全機関は、新しい科学的知見を発表、「採卵鶏のケージ飼育を止める」「過密飼育廃止（最大飼育密度は 一羽当たり2500平方センチメートル ）」との推奨事項を提示した。
オーストリア
バタリーケージはＥＵの禁止に先立つ2009年以降違法、改良型ケージを新しく作ることも違法となり、改良型ケージは2020年までに廃止。2018年におけるケージフリー率は99.2％。
デンマーク
2023年からケージ卵の生産を禁止することを決定。現在もケージ飼い卵を生産している残りの7社に対して、12年間の移行期間を設けて導入される。デンマーク政府はケージフリーへの移行を支援するとしている。
ドイツ
ドイツでは、ＥＵの禁止に先立つ2010年からバタリーケージは禁止になった。2026年以降は改良型ケージも禁止予定となっている（例外的に2028年までケージの使用が許可される場合もある）。2018年におけるケージフリー率は87.2％。
オランダ
動物飼養者政令において、原則として採卵鶏は非ケージ方式で飼養されるべきとされている。ただし「コロニーケージ（colony housing）」は例外としている。コロニーケージは改良型ケージより厳格な基準が適用されている（改良型ケージは、2021年以降使用が禁止された）。
チェコ
2020年9月16日、チェコの下院は2027年から採卵鶏のケージを禁止することに合意。このあと、参院と大統領の承認を得れば、年間450万羽の採卵鶏がケージから解放されることになる。その後、採卵鶏・肉用ブロイラーの繁殖とともに、2027年以降のケージ飼育禁止が決定した。チェコは他のEU加盟国に対しても、ケージを禁止するよう求めている。
スロベニア
2025年に、2029年以降ケージを禁止する新法を導入
ベルギー
ワロン地域で2027 年からケージ飼育が禁止。フランダース地域で2024 年1 月1 日からケージ鶏舎の新設は禁止。既存のケージ鶏舎は2036 年1 月1 日から禁止。
ギリシャ
2020年、ギリシャの農業大臣は、採卵鶏のケージ飼育を廃止することをＥＵに提案した。
フランス
鶏舎の新設・改設時におけるケージシステムの建設は禁止されている。ケージ卵の割合は年々減少しており、2021年のケージ卵の販売割合は34％となった。
スウェーデン
2025年に100％ケージフリーとなった。
ルクセンブルク
ケージ飼育を禁止。
スロバキア
農業農村開発大臣、商業連盟会長、スロバキア共和国家禽専門家組合の理事が、2030年までにスロバキアのすべての鶏卵生産者がケージ飼育からケージフリーへ移行するという覚書に署名。
アメリカ
アメリカでは州ごと企業ごとの規制がすすんでおり、2023年時点で39％の採卵鶏がケージフリー、2024年時点では40.2％、2025年は45％がケージフリーとなっている。農務省調査によると、2026 年までに米国の鶏の約 66% がケージフリーで生産されると推測される。
また、米国最大の殻付き卵の生産および販売業者であるカルメイン・フーズはケージフリー部門の拡大に取り組んでいる。米国ではケージフリー規制が進むにつれ、ケージフリーシステムに転換できない企業の多くが、自社の施設を、ケージフリー生産能力の拡大に取り組んでいるカルメインのような大手生産者に売却する方向に進んでいる。
いっぽうで、WICプログラム（女性と子供のための特別栄養補助プログラム 米国低所得者向けの食糧支援策の一つ）において、15の州でこのプログラムの枠内でケージフリー卵を購入することが許可されていないなど課題もある。
- カリフォルニア州 - 2018年に家禽（対象は鶏、アヒル、ホロホロ鳥、七面鳥。ウズラは除く）のケージ飼育とケージ飼育された卵の州内での販売を禁止する改正法案が住民投票で可決した（2022年に発効）。対象となる卵には殻付き卵だけでなく加工卵、粉卵、加熱した卵も含む。本法案（Prop12）では、牛や豚も拘束飼育を禁止される。この法律に対し2025年、トランプ政権はカリフォルニア州は州内の養鶏場を規制できるが、カリフォルニア州内で販売される他州産の卵の販売禁止を課すことはできないと提訴した。
- マサチューセッツ州 - 採卵鶏のケージ飼育とケージ飼育された卵の州内での販売が禁止された（2022年に発効）。
- ミシガン州 - 2024年以降、採卵鶏のケージ飼育とケージ飼育された卵の州内での販売禁止を決定。
- オレゴン州 - 2024年以降、採卵鶏のケージ飼育とケージ飼育された卵の州内での販売禁止を決定。
- ワシントン州 - 2024年以降、採卵鶏のケージ飼育とケージ飼育された卵の州内での販売禁止を決定。
- コロラド州 - 2025年以降、採卵鶏のケージ飼育とケージ飼育された卵の州内での販売禁止を決定。
- ユタ州 - 2025年以降、採卵鶏のケージ飼育禁止を決定。
- ネバダ州 - ケージ飼育された卵の州内での販売禁止を決定、また同州には商業的な卵生産者はなく、事業を立ち上げる可能性もないと考えられるが、ケージ飼育も禁止した。2022年7月1日から段階的に施行。しかしながらネバダ州では2025年に州全体で卵の価格を下げることを目的として小売業者にケージフリー卵の販売を義務付ける法律を一時的に停止する法案を全会一致で承認した。
- アリゾナ州 - 2025年以降、ケージ飼育された卵の州内での販売禁止を決定。しかしその後、同禁止令は延長された。
- ロードアイランド州 - 2026年7月以降はケージが禁止。米国鶏卵生産者協会のケージフリー認証ガイドラインが規定する飼養面積の確保が求められる。

イギリス
主要食品会社は軒並み、2025年までにケージフリーの自主宣言をしている。DEFRAの統計によると、2023年時点で、放し飼い（放牧）が60%、平飼いが13％、有機が4％、エンリッチドケージが23％となっている。
スイス
1981年に施行された動物福祉法により、1992年以降の採卵鶏の住居要件が規定された。この要件は一羽当たり800㎠、止まり木、巣の設置などが求められているがケージそのものは禁止する規定はなかった。1981年以降バタリーケージに代わるさまざまな飼育システムが開発され、それらのシステムは動物福祉法に基づき連邦獣医局により審査されたが、改良型ケージでは動物福祉要件を満たすことができず承認されなかった。結果、スイスではケージ飼育がなくなっていき、ケージ飼育の割合は0％である。またスイスでは養鶏場の採卵鶏羽数を 18,000 羽に制限している。
イスラエル
2022年2月、2029年までにすべてのケージと鶏の強制換羽、くちばしの切断を禁止することを決定（2月時点でイスラエルでは約93％がケージ飼育）。
中国
中国ではケージフリー卵の需要が高まっており、中国の名門農業大学である山西農業大学はケージフリーのコンサルタント企業とケージフリー研修センターの建設をすると発表している。
ラテンアメリカ
2024年時点で8.5%がケージフリー。ブラジルでは鶏卵生産トップ2社がケージフリー施設に切り替えているが、ケージフリー卵の割合は5％と依然として低い。
アフリカ
アフリカ最大のレストラン会社であるフェイマス・ブランド社を含む39.3% がケージフリー。
オーストラリア
豪州の小売業界は、上位２社のウールワース、コールスで全体の６５％の市場シェアとなっている。これら大手小売りがアニマルウェルフェアについて独自の調達基準を設け、政府や業界の規制に先んじてケージ卵の取り扱い停止をしたことから、ケージフリーは拡大。2023/2024年度の放牧卵の割合は57.4％、平飼い卵は20.9％、有機などの特別卵は2.1％、ケージ卵は19.7％となっている。
ニュージーランド
法的にはバタリーケージは違法であるが、エンリッチドケージは合法である。しかし2大小売大手のウールワースNZとフードスタッフスは、ケージ卵の取り扱いを終了すると宣言しており、小売側からの圧力が高まっている状況にある。

## ケージ卵の廃止を決定した食品関連企業
世界中で約2,700を超える企業が、ケージ飼育由来の卵の取り扱い廃止を決定している。米国内では121社に上る。家畜福祉ベンチマークによると、サプライチェーンに鶏卵を持つ企業の70％（149社中99社）が、ケージフリー鶏卵100％を達成する期限付き目標を公表しているか、すでに達成している。多くの企業は2022-2025年をケージ廃止の期限として設定しているが、前倒しでケージフリーを実現させる企業も多い。アメリカ最大の薬局チェーンであるCVS/ファーマシーは、2025年をケージフリーの目標として設定していたが、2022年に実現させた。米マクドナルドも2025年をケージフリーの目標として設定していたが2024年に実現させている。

## 採卵鶏以外のバタリーケージ規制
2021年6月、欧州委員会は、EUにおいて、鶏、ウサギ、ウズラなどすべての家畜のケージ（バタリーケージ含む）飼育を禁止するための立法案を提示することを決定。タイムラインやルール、輸入の規制方法、EU加盟国の批准などが今後議論される。
台湾では「フレンドリー卵生産システムの定義とガイドライン」があるものの、採卵鶏のバタリーケージは禁止にはなっていない。しかしながら、採卵アヒルのケージ（バタリーケージ含む）飼育については、2022年1月に禁止が施行された。

## 日本の状況
アジアには世界の商用採卵鶏の大半が生息しており、その90％近くがバタリーケージ飼育である。日本はそのアジアの中でも、採卵鶏のケージフリーへの移行が下位にあり、韓国や中国よりも遅れている。2022年時点でOECD加盟38か国のうち、日本を含む6か国がバタリーケージを禁止していない。日本はバタリーケージの使用に規制がなく、2014年時点で92％。2020年IEC（国際鶏卵協会）データによると94.1％、2024年IEC（国際鶏卵協会）データによると96.5％の農場がバタリーケージ飼育となっている。また、鶏卵個数でいうと99％がケージ飼育由来とのデータや、飼養羽数でいうと約97％がケージ飼育との調査もある。
2022年の調査によると、日本の鶏卵生産者の70％は、日本におけるケージフリーが実現可能であると認識している。同調査において、ケージからケージ飼育移行において必要とする支援について、鶏卵生産者の45％が技術的な助言や研修をあげている（資金援助支援は16％）。2025年の調査では、ケージ飼育の採卵養鶏経営体のうち17％がケージフリー移行への意欲を持っている。小学生の社会科見学で「鶏がかわいそう」という感想にショックを受け、ケージフリーに切り替えたり、平飼い卵の需要に応じたりなどで、ケージフリーの導入に踏み切る農家も一部で見られる。認知度調査によると、国内の8割以上の消費者が、採卵鶏がバタリーケージ飼育をされている現状について、よく認知していない。その一方で、文章と写真でバタリーケージ飼育の問題を説明された後ではどの鶏卵消費者も、鶏の飼育のされ方を重視する傾向が顕著に上昇し、平飼い卵の購入意欲が増したという研究もある。
国としてのケージ廃止の動きはなく、2023年に発表された畜種ごとのアニマルウェルフェア指針も、バタリーケージを容認するものとなっている。2022年か2024年にかけて実施された農林水産省委託プロジェクト研究「鶏及び豚の快適性により配慮した飼養管理技術の開発」においても、バタリーケージを最適化する技術開発となっており、ケージフリーへの移行研究ではないものとなっている。
グローバル企業がサプライチェーンにおいてケージフリーを宣言しても日本国内は除くケースが多い。丸亀製麺などのレストランブランドをグローバルに展開する日本企業の株式会社トリドールホールディングスは、2022年、自社HPに、2030年度末までにすべての国で卵をケージフリーにするという目標を公開したが、但し書きで「日本は除く」と書かれている。しかしながら同社は、日本国内において、2022年度は丸亀製麺10店舗、2023年度は全店舗の3%において、使用される生卵を100％ケージフリーである平飼い卵に変更するなど進展はみられる。キユーピーは同年8月にケージフリー卵のマヨネーズを新発売した。同社は2022年のキユーピーグループ統合報告書において、「鶏卵の持続可能な調達」という項目を加え、ケージフリー卵について言及している。キユーピーは米国における鶏卵調達については2025年までにケージフリーにする目標を掲げている。2024年7月には米国におけるこの目標を 3 年前倒しの2022年に達成したと報告。また、グローバルで製造販売しているキユーピー・マヨネーズのケージフリー飼養卵の使用率を、2024 年時点での3％から2027年までに10％に引き上げることを目指すという。さらに日本国内で生産されるケージフリー卵の 20％を調達・使用する予定だとし、今後 10 年間で日本におけるケージフリー飼育の割合を現在の 1％から5％に引き上げることをめざすという。2023年時点で日本国内には145の企業がケージフリーをコミットしている状況である（日本国内でのケージフリー期限を明確にはしていないものの、ケージフリーを目指す方針を示しているグローバル企業を含める）。セブン＆アイホールディングスもまた、キユーピー同様国外におけるコミットメントではあるが、米国とカナダにおいて100％ケージフリー卵を調達することを目標に掲げている。イオンもマレーシアの店舗における卵調達については100％ケージフリーを目標に掲げている。
日本の動きは非常に遅いものではあるが、変化もみられる。2022年1月18日の報道によると、大阪府の吉村洋文知事が、2025年の大阪・関西万博に向けて、食材調達にはバタリーケージや豚の妊娠ストール禁止など世界水準に沿う「アニマルウェルフェア」を加味した調達を検討すべきだとの考えを示した。またイオンは2020年2月からケージフリー卵の販売を一部店舗から開始、2022年11月からは国内小売業初の全国展開を開始した。さらに2023年9月にはケージフリー卵を使ったマヨネーズを新発売した。また将来的に、売り場の卵の8割を平飼いにする計画を持つ流通大手もあるという。また、従来畜産技術協会のアニマルウェルフェア指針を採用してきた農林水産省は、2024年7月に農林水産省のアニマルウェルフェア指針を策定。強制力はなく、またバタリーケージを制限するものではないが、営巣・止まり木等の付帯設備の設置を将来の推奨事項とした。しかしながら養鶏業界がこれに反対したため、これら付帯設備の設置を必ずしも推奨するものではないという補足が付されることとなった。

## ケージ飼育か否かが識別できるスタンプ
- EU（欧州連合）では「採卵鶏保護の最低基準」の中で識別番号を卵にスタンプすることが求められており、消費者はその卵がどういった飼育方法かが分かるようになっている。（ 0：有機飼育、1：放し飼い、2：平飼い、3：ケージ飼い（改良型））[212]
- 韓国では、食品医薬品安全省(MFDS)により、卵殻へ鶏の飼養方法を明記することが義務化されている。（  1：放し飼い、2：畜舎内平飼い、3：改善ケージ（750cm2/羽)、4：既存ケージ（500 cm2/羽)）[213]